# Окисно-відновна реакція
О́кисно-відно́вна реа́кція (заст. укр. оки́снювально-відно́вна реа́кція) — хімічна реакція, яка відбувається зі зміною ступеня окиснення атомів, що входять до складу реагентів, і реалізується перерозподілом електронів між атомом-окисником та атомом-відновником.

## Опис
У процесі окисно-відновної реакції відновник віддає електрони, тобто окиснюється; окисник приєднує електрони, тобто відновлюється. Причому будь-яка окисно-відновна реакція являє собою єдність двох протилежних перетворень — окиснення та відновлення, що відбуваються одночасно та без відриву одне від одного.
{\displaystyle \mathrm {A-e^{-}\longrightarrow A^{+}} }
Окиснення: Речовина A як відновник віддає один електрон.
{\displaystyle \mathrm {B+e^{-}\longrightarrow B^{-}} }
Відновлення: Речовина В як окисник приймає електрон.
{\displaystyle \mathrm {A+B\longrightarrow A^{+}+B^{-}} }
Окисно-відновна реакція: Речовина А віддає електрон речовині В.

### Окиснення
При окисненні речовини в результаті віддачі електронів збільшується її ступінь окиснення. Атоми окисника називаються акцепторами електронів на противагу атомам відновника, що втрачають електрони і тому називаються донорами. У деяких випадках, молекула вихідної сполуки може стати нестабільною та розпастися на стабільніші та дрібніші складові. При цьому деякі з атомів мають більш високий ступінь окиснення, ніж ті ж самі атоми у вихідній молекулі.
Окисник, коли приймає електрони, набуває відновних властивостей та перетворюється в спряжений відновник:
окисник + e− ↔ спряжений відновник.

### Відновлення
При відновленні атоми та йони приєднують електрони. При цьому відбувається пониження ступеня окиснення елементу. Приклади: відновлення оксидів металів до вільних металів за допомогою водню, вуглецю, інших речовин; відновлення органічних кислот в альдегіди та спирти; гідрогенізація жирів та ін.
Відновник, що віддає електрони, набуває окиснювальних властивостей та перетворюється у спряжений окисник:
відновник — e− ↔ спряжений окисник.

## Види окисно-відновних реакцій
- міжмолекулярні — реакції, в яких атоми, що відновлюються та окиснюються знаходяться в різних молекулах, наприклад:

{\displaystyle \mathrm {H_{2}S+Cl_{2}\longrightarrow S+2HCl} }
- внутрішньомолекулярні — реакції, в яких атоми, що відновлюються та окиснюються знаходяться в одній і тій ж самій молекулі, наприклад:

{\displaystyle \mathrm {2H_{2}O\longrightarrow 2H_{2}\uparrow +O_{2}\uparrow } }
- компропорціонування (репропорціонування)

{\displaystyle \mathrm {NH_{4}NO_{3}\longrightarrow N_{2}O+2H_{2}O} }
- диспропорціонування (самоокиснення-самовідновлення) — реакції, в яких атоми одного елементу перетворюються на речовину (речовини) зі змінною ступенів окиснення, наприклад:

{\displaystyle \mathrm {Cl_{2}+H_{2}O\longrightarrow HClO+HCl} }

## Приклади
В окисно-відновних реакціях електрони від одних атомів, молекул чи йонів переходять до інших.

### Окиснення
Процес віддачі електронів — окиснення. При цьому ступінь окиснення підвищується:
{\displaystyle {\mbox{H}}_{2}^{0}-2{\mbox{e}}^{-}\rightarrow 2{\mbox{H}}^{+}}
{\displaystyle {\mbox{S}}^{-2}-2{\mbox{e}}^{-}\rightarrow {\mbox{S}}^{0}\downarrow }
{\displaystyle {\mbox{Al}}^{0}-3{\mbox{e}}^{-}\rightarrow {\mbox{Al}}^{+3}}
{\displaystyle {\mbox{Fe}}^{+2}-{\mbox{e}}^{-}\rightarrow {\mbox{Fe}}^{+3}}
{\displaystyle 2{\mbox{Hal}}^{-}-2{\mbox{e}}^{-}\rightarrow {\mbox{Hal}}_{2}^{0}}

### Відновлення
Процес приєднання електронів — відновлення. При цьому ступінь окиснення понижується:
{\displaystyle {\mbox{Hal}}_{2}^{0}+2{\mbox{e}}^{-}\rightarrow 2{\mbox{Hal}}^{-}}
{\displaystyle {\mbox{O}}_{2}^{0}+4{\mbox{e}}^{-}\rightarrow 2{\mbox{O}}^{-2}}
{\displaystyle {\mbox{Mn}}^{+7}+5{\mbox{e}}^{-}\rightarrow {\mbox{Mn}}^{+2}}
{\displaystyle {\mbox{Mn}}^{+4}+2{\mbox{e}}^{-}\rightarrow {\mbox{Mn}}^{+2}}
{\displaystyle {\mbox{Cr}}^{+6}+6{\mbox{e}}^{-}\rightarrow 2{\mbox{Cr}}^{+3}}

### Окисно-відновна реакція міжводнемтафтором
{\displaystyle {\stackrel {0}{\mbox{H}}}_{2}+{\stackrel {0}{\mbox{F}}}_{2}\rightarrow 2{\stackrel {+1}{\mbox{H}}}{\stackrel {-1}{\mbox{F}}}}
Поділяється на дві напівреакції:
1) Окиснення:
{\displaystyle {\mbox{H}}_{2}^{0}-2{\mbox{e}}^{-}\rightarrow 2{\mbox{H}}^{+}}
2) Відновлення:
{\displaystyle {\mbox{F}}_{2}^{0}+2{\mbox{e}}^{-}\rightarrow 2{\mbox{F}}^{-}}
Атоми та йони, які в даній реакції приєднують електрони є окисниками, а які віддають електрони — відновниками.